# Theope foliorum
Espèce
Theope foliorum est un insecte lépidoptère appartenant à la famille  des Riodinidae et au genre Theope.

## Taxonomie
Theope foliorum a été décrit par Henry Walter Bates en 1868.

### Noms vernaculaires
Theope foliorum se nomme en anglais Plain Theope.

## Description
Theope foliorum est un papillon à l'apex des ailes antérieures anguleux, au  dessus des ailes antérieures bleu foncé presque noir à bleu largement bordé de marron et aux ailes postérieures marron doré avec une suffusion basale bleue.
Le revers est beige à ocre clair avec à l'aile postérieure une ligne submarginale de points marron visibles surtout du côté de l'angle anal.

## Écologie et distribution
Theope foliorum est présent au Paraguay, à Panama, en Guyane, en Guyana, au Surinam, au Venezuela, à Trinité-et-Tobago, au Brésil et au Pérou,,.

### Biotope
En Guyane il réside dans la zone côtière ou près d'elle.

### Protection
Pas de statut de protection particulier.